# Бидја Деви Бхандари
Бидја Деви Бхандари (неп. विद्यादेवी भण्डारी; 19. јун 1961) непалска је политичарка која је обављала функцију председника Непала од 2015. до 2023. године и била је прва жена на челу Непала. Претходно је обављала функцију министра животне средине и становништва и касније министра одбране.